# East Point
East Point es una ciudad ubicada en el condado de Fulton en el estado estadounidense de Georgia. En el censo de 2020, su población era de 38,358 habitantes y una densidad poblacional de 1008.24 personas por km².

## Demografía
En el 2000 la renta per cápita promedia del hogar era de $31,874, y el ingreso promedio para una familia era de $36,099. El ingreso per cápita para la localidad era de $15,175. Los hombres tenían un ingreso per cápita de $27,114 contra $25,839 para las mujeres.

## Geografía
East Point se encuentra ubicado en las coordenadas 33°40′34″N 84°27′5″O / 33.67611, -84.45139 (32.538345, -83.076179).
Según la Oficina del Censo, la localidad tiene un área total de 35,6 km² (13,7 mi²), de la cual 35,6 km² (13,7 mi²) es tierra y 0 km² (0 mi²) (0.00%) es agua.